# Gomboussougou
Gomboussougou (hoặc Gombousougou) là một tổng thuộc  tỉnh ZOundwéogo ở miền trung Burkina Faso. Thủ phủ là thị xã Gomboussougo. Dân số năm 2006 là 46.401 người.

## Các thị xã và làng xã
Boebango, Bougoure, Bourzem, Dassanga, Dindeogo, Dirze, Foungou, Gnetaya, Gnimitenga, Gombo-Bourfou, Goulagon, Goyenga, Kipala de Dassanga, Kipala de Gnetaya, Korguereya, Leoupo, Mediga, Mounibaogo, Nombira, Nomboya, Nongnan, Sare-Peulh, Taya, Tiere, Tinguemnore, Yalga, Yarsipiga và Zourma-Kita.